# European Journal of Archaeology
European Journal of Archaeology es una revista académica internacional revisada por pares de la Asociación Europea de Arqueólogos. Desde 2017, ha sido publicada por Cambridge University Press. La revista se tituló inicialmente como Journal of European Archaeology (1993-1997) y fue publicada por SAGE, Maney y Taylor & Francis. Publica investigaciones arqueológicas en Europa y su entorno. Contiene artículos de acceso abierto.

## Editores
Las siguientes personas son o han sido editores:
- John Chapman (1998-2001)[3]
- Mark Pearce (2002-2004)[3]
- Alan Saville (2004-2010)[4]
- Robin Skeates (2011-2019)[4]
- Catherine Frieman (desde 2019)[1]